# Charte des Koenigreichs Sachsen und der angrenzenden Laenderabtheilungen
Die Charte des Koenigreichs Sachsen und der angrenzenden Laenderabtheilungen ist ein topografisches Kartenwerk. Die Aufnahme fand von 1829 bis 1836 statt. An ihr waren Wilhelm Gotthelf Lohrmann und andere beteiligt. Ihr Maßstab ist 1:120.000. Sie besteht aus 28 Blättern.